# Zeus dans l'art
Pour un article plus général, voir Zeus.
Zeus est une figure souvent représentée dans l’art de la Grèce antique.
Son image se développe durant l'époque archaïque, sous l'apparence d'un homme barbu d'âge mûr, souvent distingué par le foudre, un sceptre ou encore son aigle. Il est souvent représenté brandissant le foudre (Keraunios). Se développe aussi une représentation du dieu assis sur son trône, le représentant dans son rôle de roi des dieux. Elle devient particulièrement importante avec la statue chryséléphantine sculptée par Phidias pour son temple d'Olympie, qui s'impose comme une référence.
L'iconographie de Zeus se transmet à sa contrepartie romaine, Jupiter, et par son biais elle perdure dans la tradition artistique occidentale.

## Aspect
Dans sa représentation caractéristique, Zeus est figuré comme un homme d'âge mûr barbu, aux cheveux longs. Il est souvent nu, ou presque, avec simplement un vêtement autour de la taille. Quand il est vêtu, il porte un chiton ou un himation, court ou long, dans de nombreux cas simplement rabattu sur son épaule. Il est représenté debout ou assis sur un trône,,. 
Il peut être identifié par ses attributs (notamment pour le distinguer de Poséidon qui a la même apparence que lui, voire d'Asclépios) : le foudre, le sceptre, l'aigle, puis la Victoire Nikè ; il peut aussi tenir une phiale, coupe à libations,.

## Historique
Bien que Zeus apparaisse par écrit dans les tablettes mycéniennes, aucune représentation de ce dieu dans l'art n'a été identifiée avec certitude. Les plus anciennes représentations de Zeus approuvées par la majorité des spécialistes remontent aux alentours de 700 av. J.-C., dans des représentations du dieu avec son attribut distinctif, le foudre, même si dans certains cas il est représenté comme un dieu imberbe. Son iconographie se développe dans les siècles suivants, durant l'époque archaïque, notamment autour des deux motifs du Zeus au foudre (Keraunios) et du Zeus au trône, qui se retrouvent en figurines, sur des vases peints, puis sur les monnaies au moins à partir du Ve siècle av. J.-C. Mais de nombreuses représentations supposées du dieu, notamment celles provenant de ses sanctuaires d'Olympie et du mont Ida (qui ont tous les deux livrés de nombreuses offrandes de ces époques), restent hypothétiques. 
Le sanctuaire d'Olympie joue sans doute un rôle dans la fixation et la diffusion de l'image panhellénique de Zeus, par les monnaies émises dans sa région aux Ve – IVe siècle av. J.-C., portant diverses représentations de Zeus et de ses attributs, et surtout la statue chryséléphantine réalisée par Phidias et son atelier dans les années 430, qui devient la référence incontournable pour ceux qui veulent représenter Zeus visuellement. L'image guerrière du dieu, qui prévalait jusqu'alors avec la prédominance du Zeus au foudre, laisse peu à peu la place à une approche plus souveraine et majestueuse.
Dans l'ensemble, Zeus est surtout représenté dans des scènes narratives ou du moins en présence d'autres divinités, et apparaît en fin de compte rarement seul dans l'art de l'époque archaïque (776-480). De nombreuses statues de culte le représentant sont faites à l'époque classique (480-323), notamment au IVe siècle av. J.-C., mais elles ont largement disparu et sont surtout connues par des représentations sur pièces de monnaie ou les descriptions qu'en laisse Pausanias au IIe siècle ap. J.-C.. Il est moins fréquemment représenté à partir de l'époque hellénistique (323-30), hormis dans certaines régions comme l'Anatolie, sans doute en raison de la montée en popularité de divinités plus juvéniles et de divinités d'origine non-grecque,.

## Types de représentations

### Zeus Keraunios
Les images de Zeus le représentant nu, debout en position d'action, se préparant à lancer le foudre de son bras droit, sont désignées par les historiens de l'art comme Zeus Keraunios « de la foudre » (ou Keraunoblos « qui lance la foudre »), terme repris d'une de ses épithètes de culte. Cette posture résolument guerrière trouve son origine dans l'art égyptien et proche-oriental, et a sans doute été introduite en Grèce sous l'influence des représentations des dieux de l'Orage d'Anatolie. C'est le type de représentation de Zeus le plus répandu aux époques archaïque et classique. Il se diffuse dès le VIIe siècle av. J.-C. par des figurines en bronze offertes dans les sanctuaires du dieu, notamment Olympie et Dodone, est très attesté dans les siècles suivants par des figurines et aussi des reliefs et des peintures sur vase. 
Du début de l'époque classique date le dieu de l'Artémision (v. 460), statue en bronze grandeur nature d'un dieu dans une posture semblable à celle d'un Zeus Keraunios, mais dont il manque l'arme, qui serait alors le foudre. Il a pu aussi être interprété comme un Poséidon, auquel il manquerait alors le trident. Les textes indiquent que le Zeus sculpté par Agéladas vers la même époque pour le sanctuaire de l'Ithômé en Messénie est également une statue de ce type, tenant aussi un aigle si on se fie aux monnaies qui le reproduisent. Le Zeus colossal (17 mètres de haut) réalisé par Lysippe pour l'agora de Tarente à la fin du IVe siècle av. J.-C. correspondrait à une évolution de ce type, qui est sans doute déjà vu comme archaïque, en y introduisant les attributs régaliens qui se prennent le dessus dans l'art de la seconde partie de l'époque classique,. 
Pour l'époque hellénistique, les représentations de Zeus brandissant le foudre se raréfient.

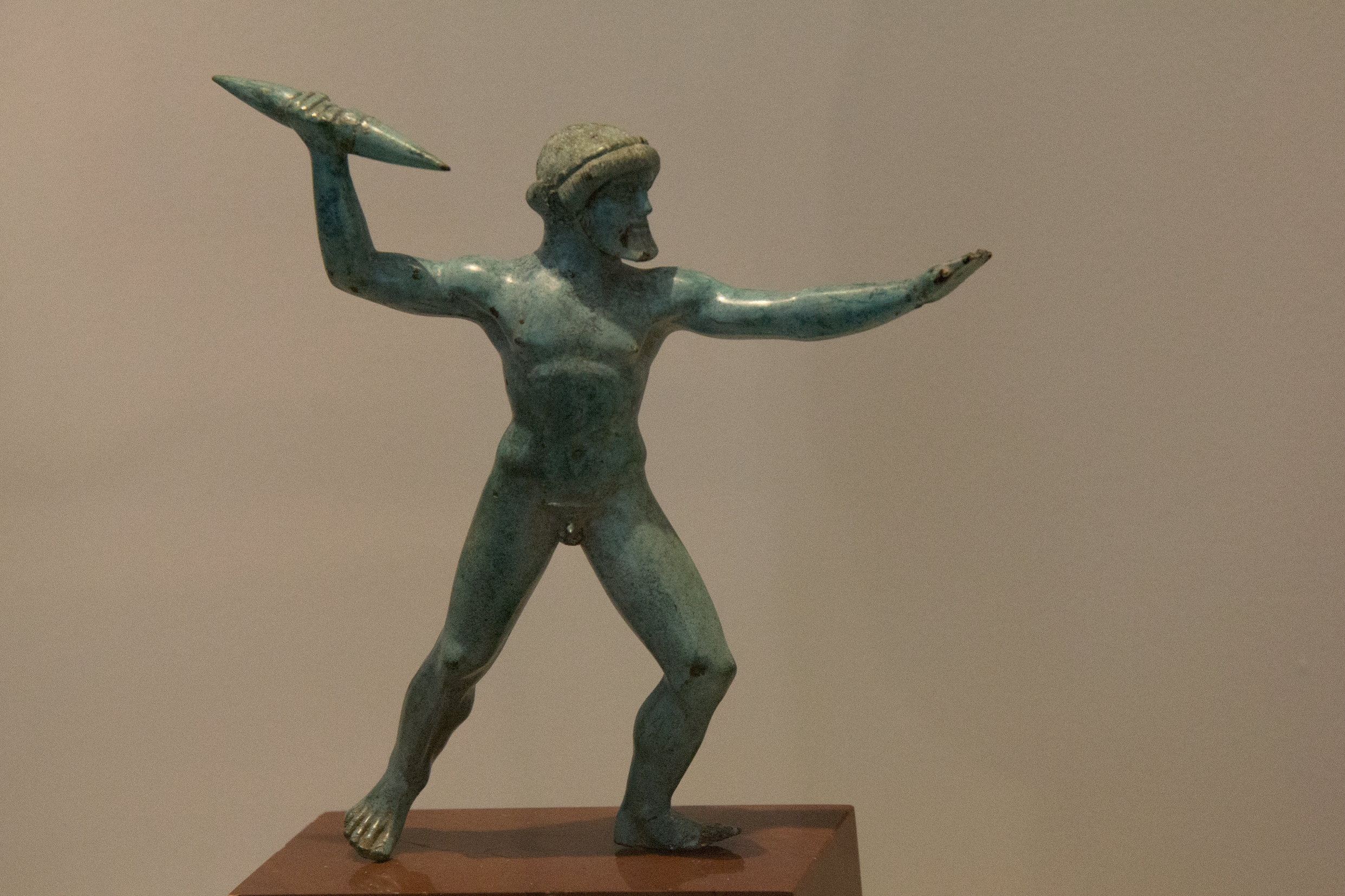
Zeus brandissant le foudre, figurine provenant de Dodone, v. 470 av. J.-C. Altes Museum, Berlin.
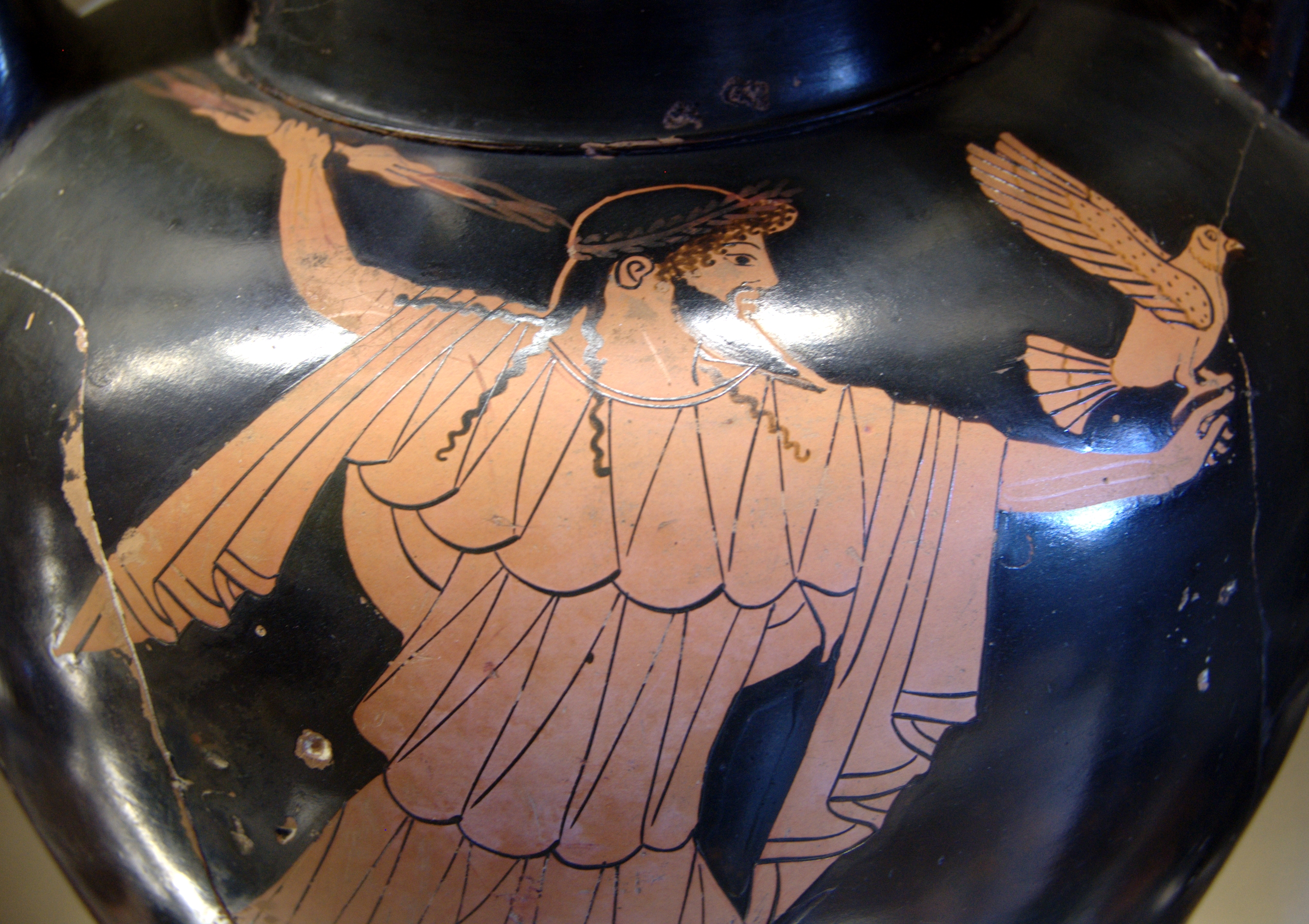
Zeus tenant le foudre et un aigle (?). Détail d'une amphore attique à figures rouges., v. 480-470 av. J.-C. Musée du Louvre.
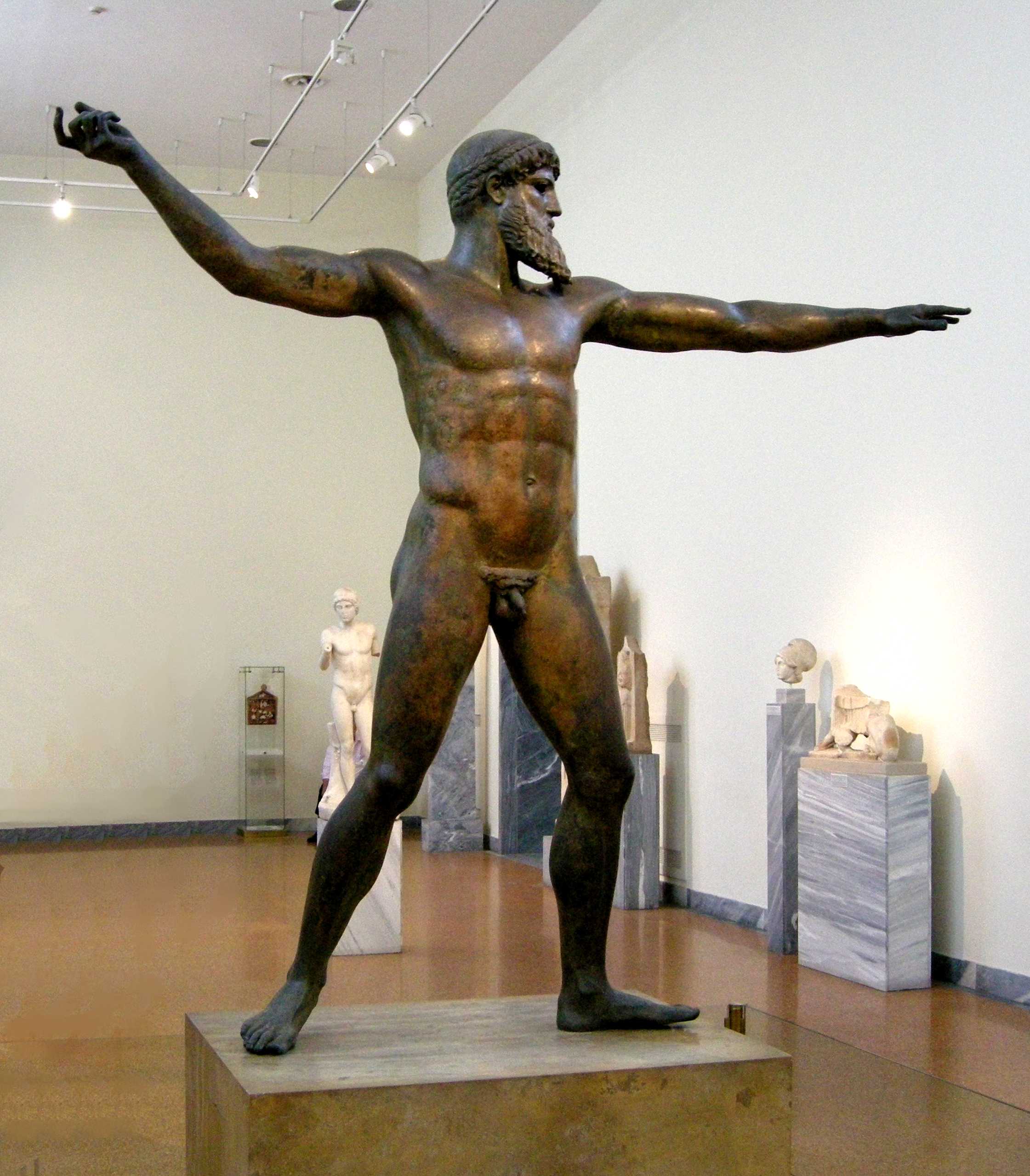
Le dieu de l'Artémision : Zeus brandissant le foudre ou Poséidon brandissant un trident ? Musée national archéologique d'Athènes.
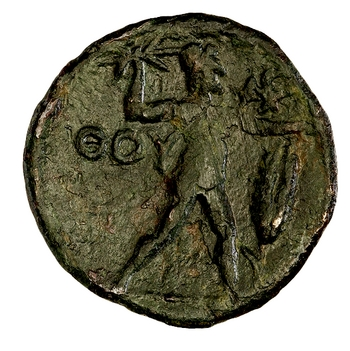
Zeus de l'Ithomé sur une monnaie de Thouría en Messénie.

### Zeus debout
D'autres types statues représentent Zeus debout, non agissant, avec ses plusieurs de ses attributs. Ils sont surtout connus par des copies d'époque romaine. Les sources textuelles donnent l'origine et le destin de deux d'entre elles qui sont particulièrement importantes en raison du nombre d'imitations qu'elles ont suscité :
- Le Zeus de Myron, une statue colossale faite par ce sculpteur fameux du début du Ve siècle av. J.-C., qui faisait partie d'un groupe de trois statues destiné au temple d'Héra à Samos, comprenant aussi des statues d'Athéna et d'Héraclès. Au Ier siècle av. J.-C., Marc-Antoine le transporte à Rome, puis Auguste le place dans un temple du Capitole. Il est identifié dans des copies romaines représentant Zeus avec un himation rabattu sur son épaule gauche, auquel certains imitateurs ont ajouté une égide, et il devait tenir dans sa main droite, baissée, un foudre, et dans sa main gauche un sceptre[16].
- Le Zeus Brontaios « tonnant » de Léocharès, dont l'emplacement originel est inconnu (Olympie ? Mégalopolis ?), emmené à Rome par Auguste qui le fait disposer dans le temple de son équivalent romain, Jupiter Tonans, sur la colline du Capitole, et le fait figurer sur des monnaies. Il est identifié au type appelé Ince Blundelle-Hyde-Cyrene par les historiens de l'art, connu par de nombreuses statuettes en bronze. Zeus tient un foudre dans sa main droite baissée et un sceptre dans sa main gauche, levée[14].

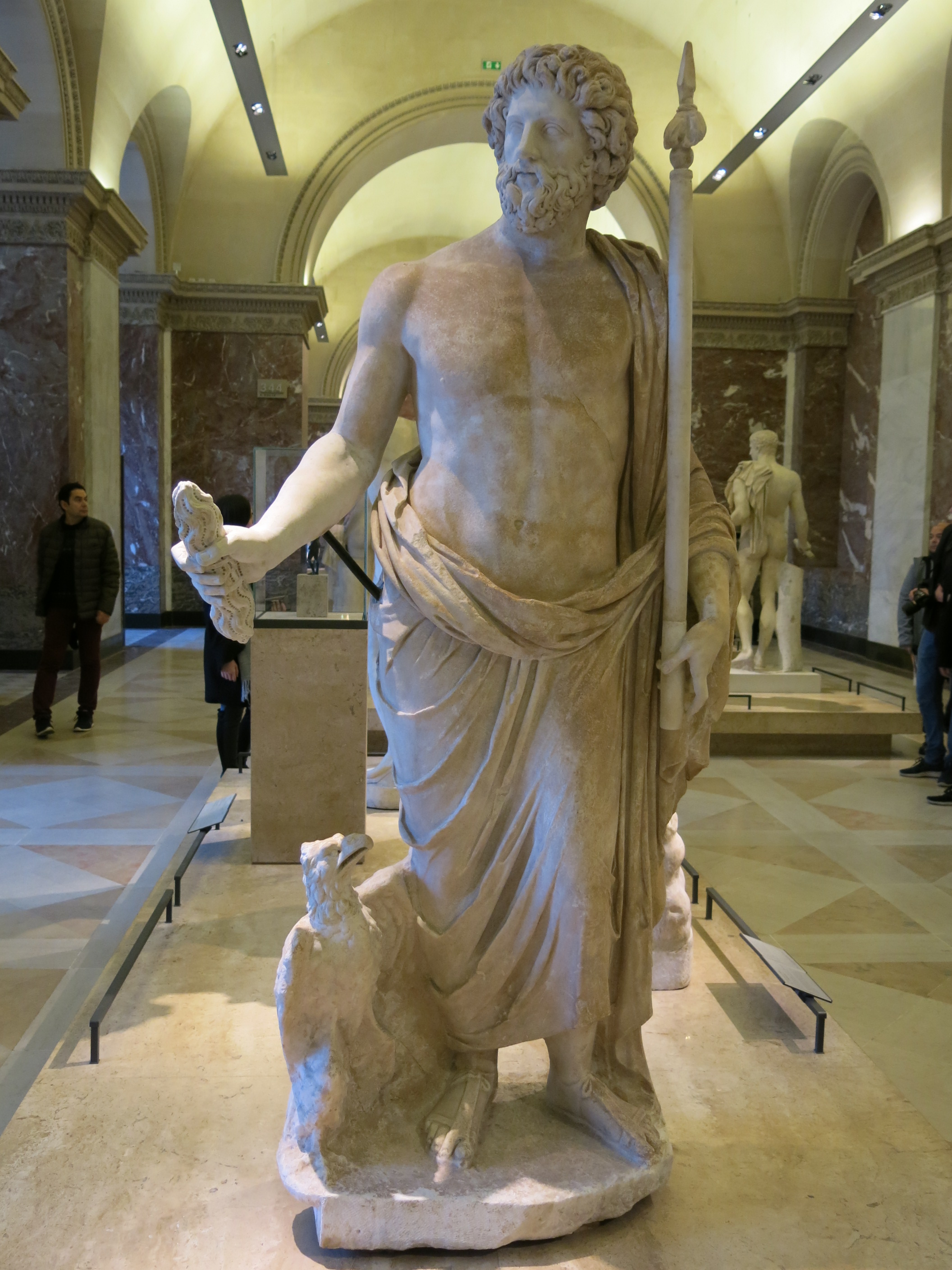
Statue de Jupiter, possible adaptation du Zeus de Myron réalisé pour l'Héraion de Samos. Musée du Louvre.
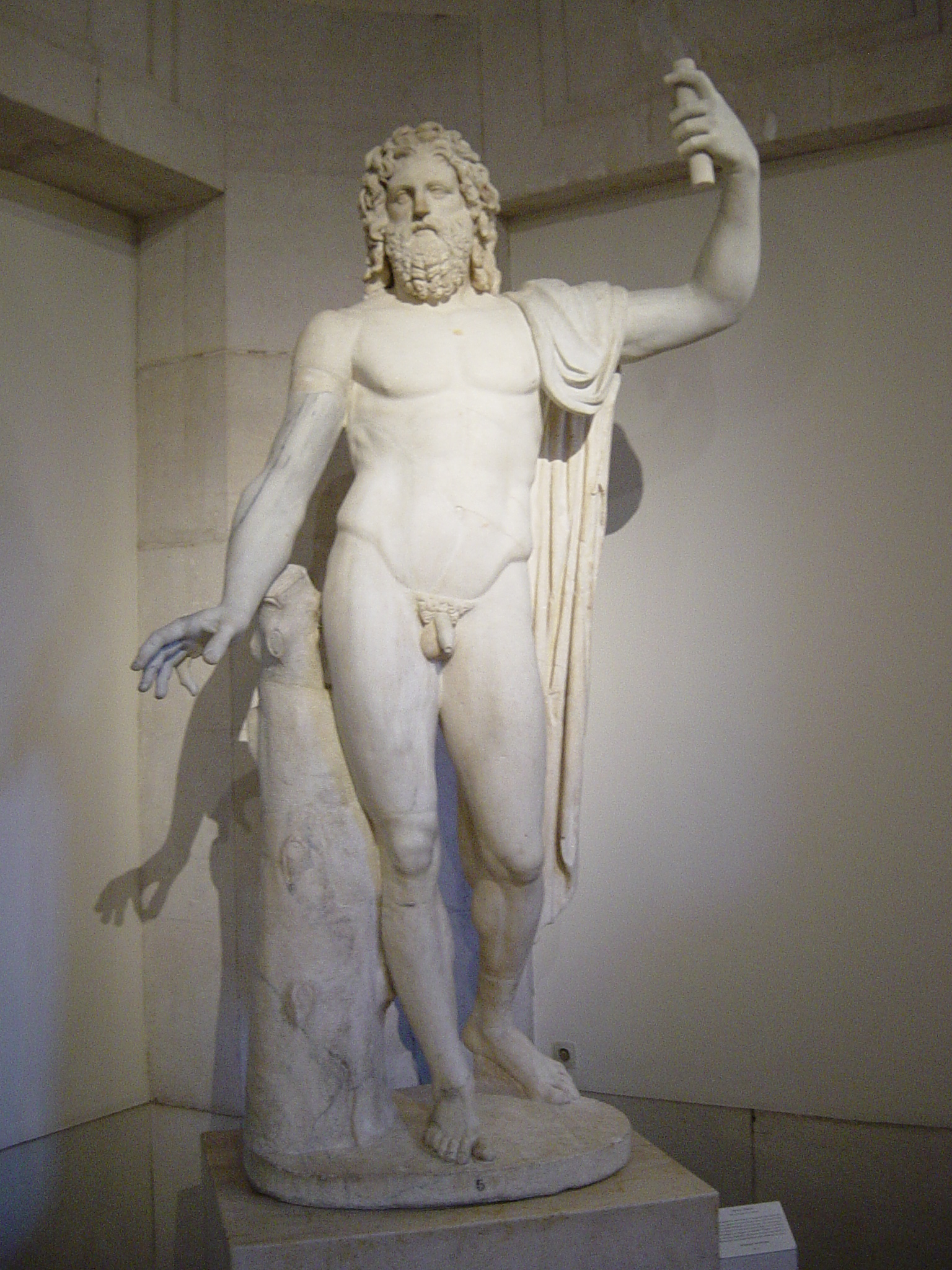
Statue de Jupiter Tonans, semblable à la statue de culte de Zeus Brontaios réalisée par Léocharès. Musée du Prado.

Certains types répandus représentant un dieu barbu pourraient représenter Zeus, mais cela n'est pas assuré faute d'identification de ses attributs distinctifs dans les exemplaires connus. Ainsi le « Zeus de Dresde » pourrait représenter ce dieu, mais d'autres y voient Asclépios ou encore une divinité chthonienne (Hadès ? Zeus Katachthonios ?). Le « Jupiter de Smyrne » est une statue du IIe siècle d'un dieu barbu semblable à Zeus, acheté en 1680 pour Louis XIV et restauré par Pierre Granier qui reconstitue son bras droit manquant comme celui d'un Jupiter/Zeus bras levé tenant un foudre. Mais il pourrait s'agir à l'origine d'une statue d'Asclépios, transformé en Zeus par la restauration moderne.

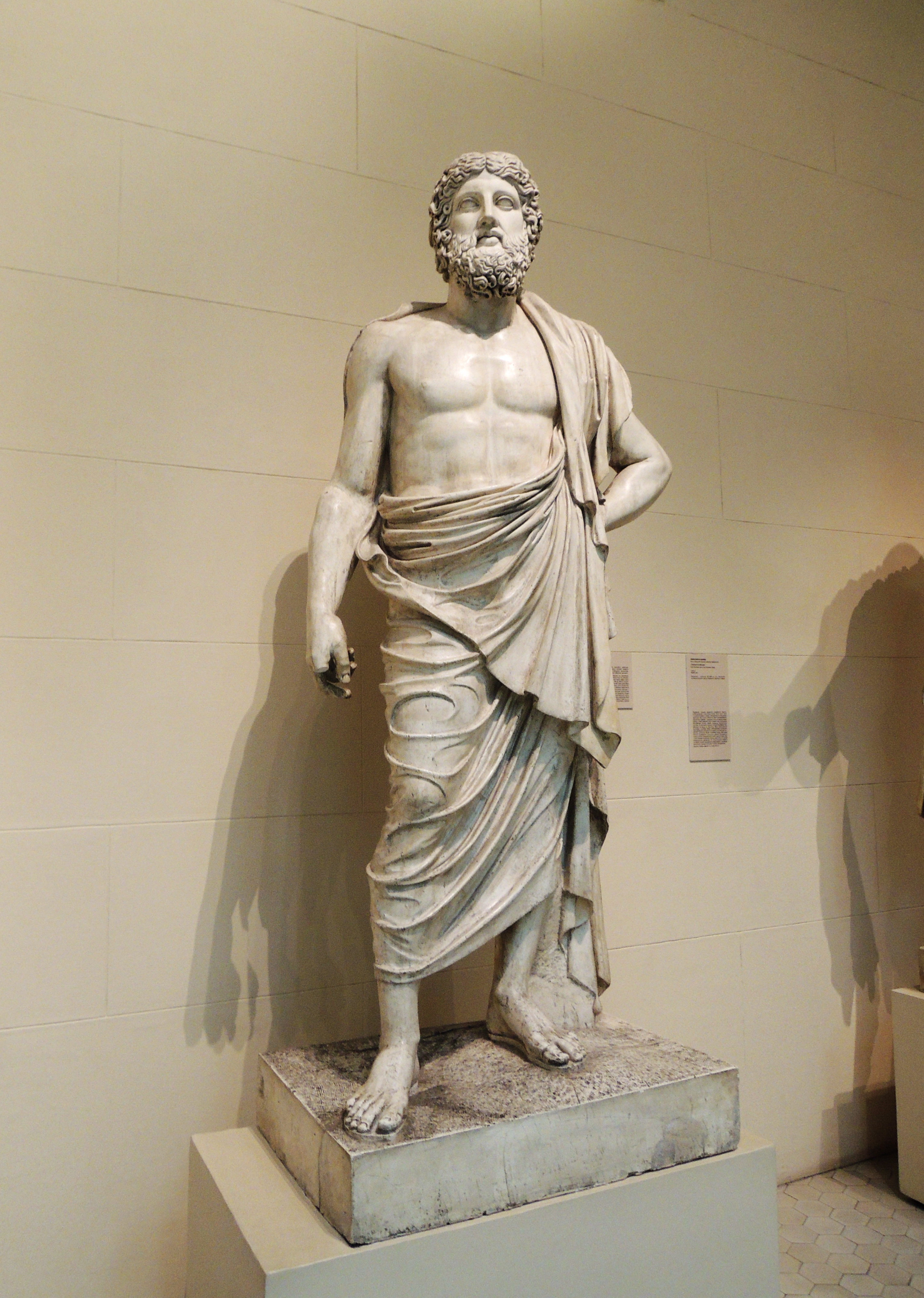
Reconstitution moderne du Zeus de Dresde, à partir des exemplaires antiques. Musée Pouchkine.
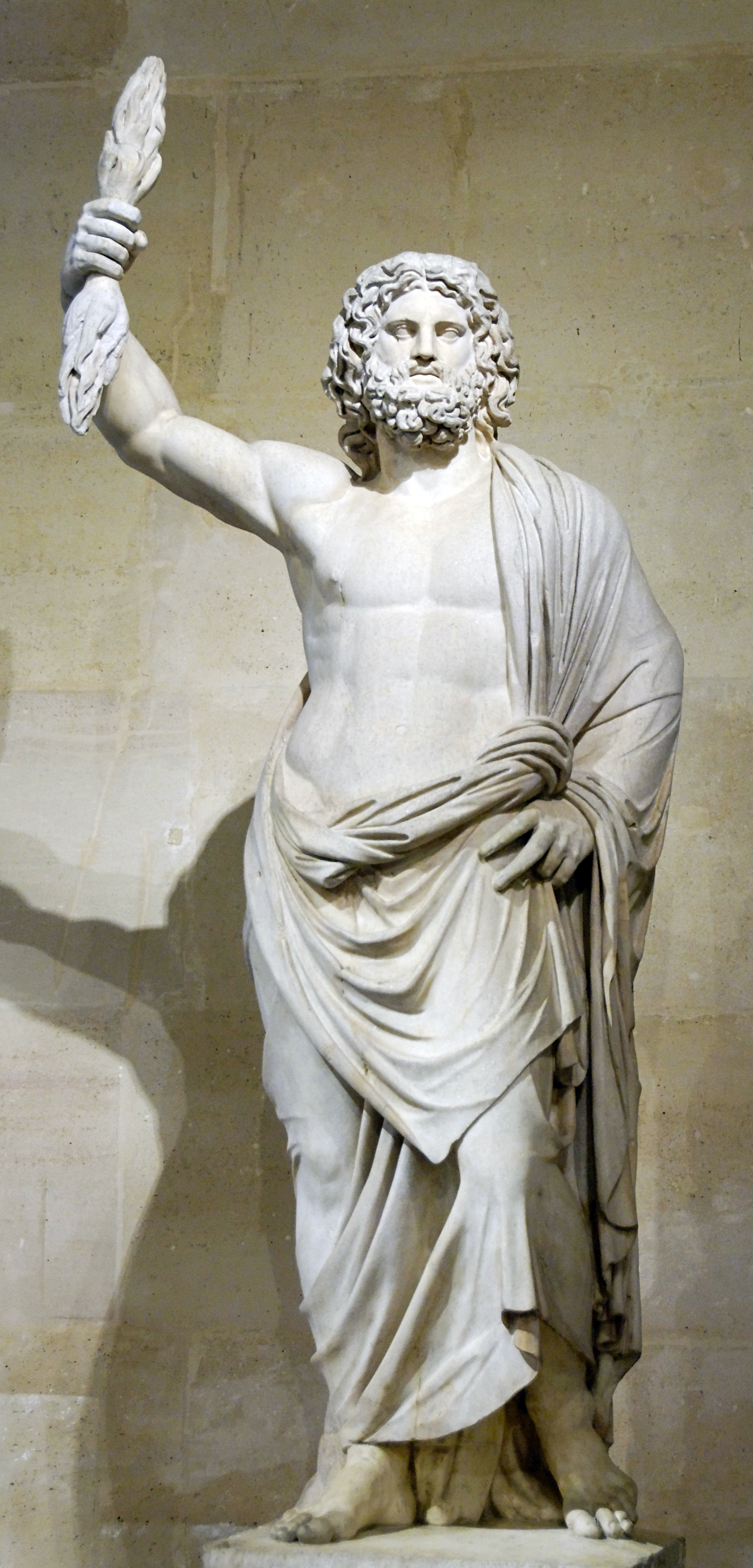
Le « Jupiter de Smyrne ». Le bras droit tenant le foudre est un ajout moderne. Musée du Louvre.

### Zeus trônant
Avec le Zeus Keraunios, le second type de représentation du dieu qui se diffuse à l'époque archaïque est celui le représentant assis, souvent sur un trône, donc dans sa posture royale. Dans certaines de ces premières représentations il tient le foudre. Il apparaît dans cette posture dans des céramiques peintes provenant de Laconie et datées du second quart du VIe siècle av. J.-C., accompagné d'un aigle. 
L'heure de gloire de ce type de représentation est ouverte par la réalisation de la statue colossale (13,50 mètres de haut) en or et en ivoire (chryséléphantine) réalisée pour le temple de Zeus à Olympie par le sculpteur Phidias et son atelier, dans les années 430. Suivant les copies connues et la description qu'en a laissé Pausanias, elle représente le dieu sur un trône, le torse largement découvert avec un himation rabattu sur son épaule gauche, coiffé d'une couronne d'olivier, tenant dans sa main gauche un sceptre sur lequel est posé un aigle, et dans sa main droite une statue de la Victoire (Nikè), apparemment une innovation dans la symbolique du dieu. C'est un jalon dans l'histoire des représentations de Zeus, un chef d’œuvre considéré dès l'Antiquité comme une des merveilles du monde, un modèle pour la représentation de la souveraineté divine comme terrestre. Elle suscite d'innombrables imitations dès après sa réalisation, et jusqu'à l'époque contemporaine,. 
D'autres statues de culte de Zeus trônant sont réalisées vers la même époque, comme celle de Zeus Meilichios d'Argos, œuvre de la fin du Ve siècle av. J.-C. de Polyclète, décrite là encore par Pausanias. Ce même sculpteur réalise la statue de culte colossale chryséléphantine d'Héra d'Argos, sur un trône, contrepartie de celle de son époux à Olympie, qui y est représenté sous la forme d'un coucou posé sur son sceptre (car le dieu a séduit la déesse sous cet aspect selon une légende locale). 
Le Zeus Olympien de Phidias inspire d'autres statues de culte de Zeus à l'époque hellénistique, comme celle d'Égira en Achaïe. Durant l'époque romaine impériale on trouve diverses représentations dérivées, avec Zeus tenant le sceptre levé dans sa main gauche, mais dans sa main droite divers attributs comme le foudre, une phiale, et dans un cas une représentation d'une montagne où il est vénéré, le mont Argaios de Cappadoce. L'image de type olympien, avec Nikè dans la main droite, se retrouve surtout sur des monnaies. Elle inspire également les représentations romaines de Jupiter, ainsi que celles d'empereurs.

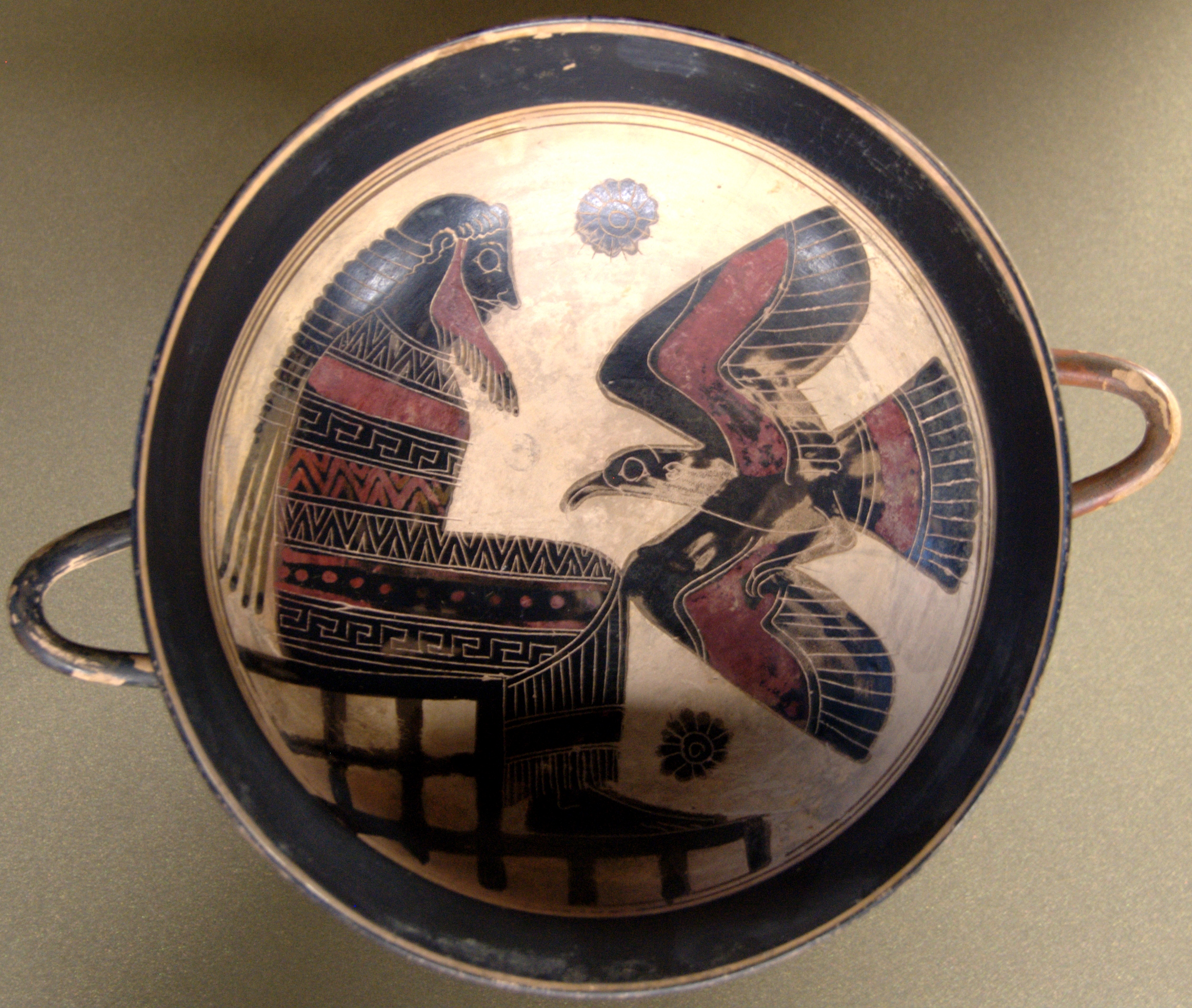
L'une des premières représentations de Zeus trônant. Coupe laconienne du Peintre de Naucratis (vers 560 av. J.-C.), musée du Louvre.
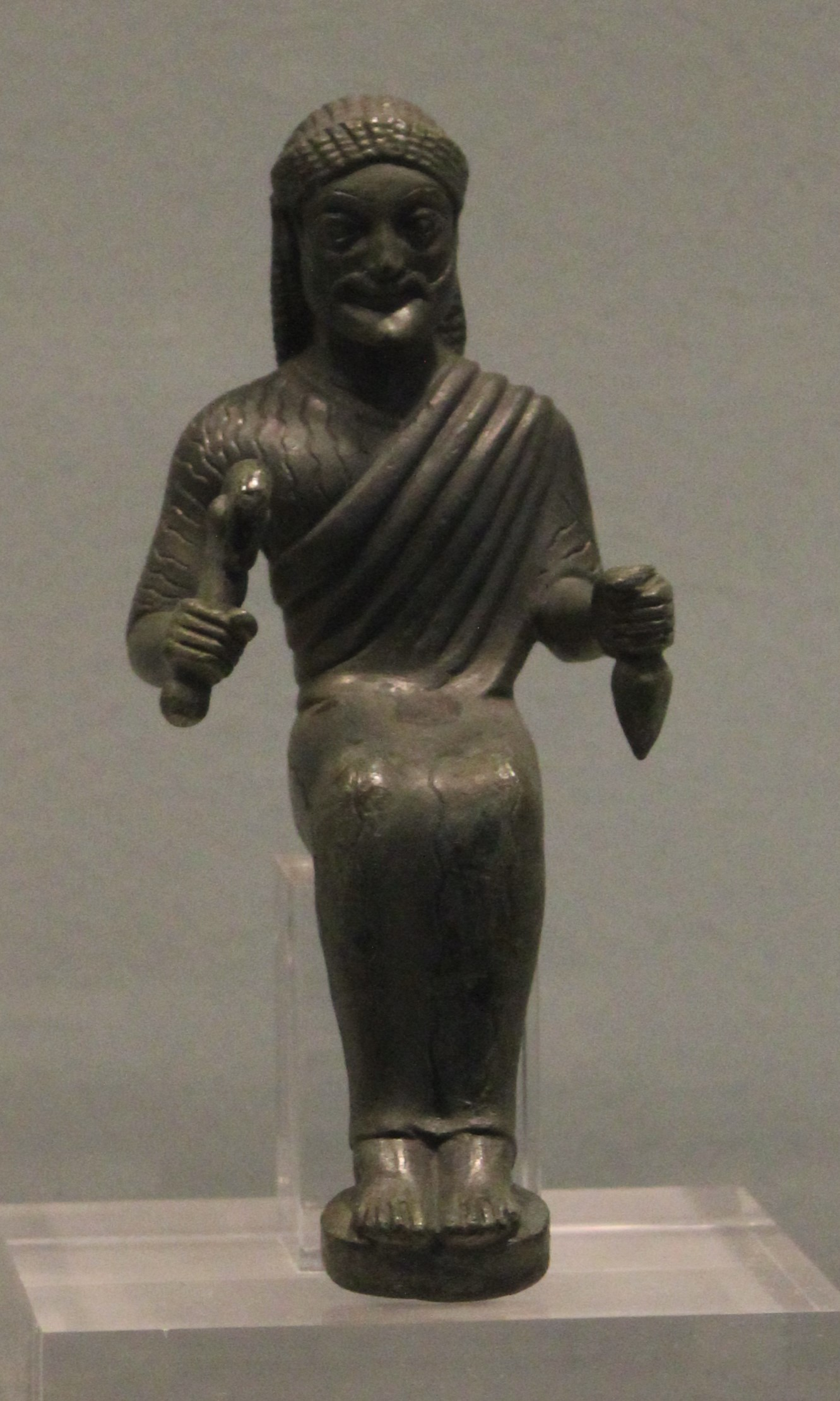
Figurine de Zeus assis tenant l'éclair et le foudre, provenant du mont Lycée, v. 550-525 av. J.-C. Musée national archéologique d'Athènes.
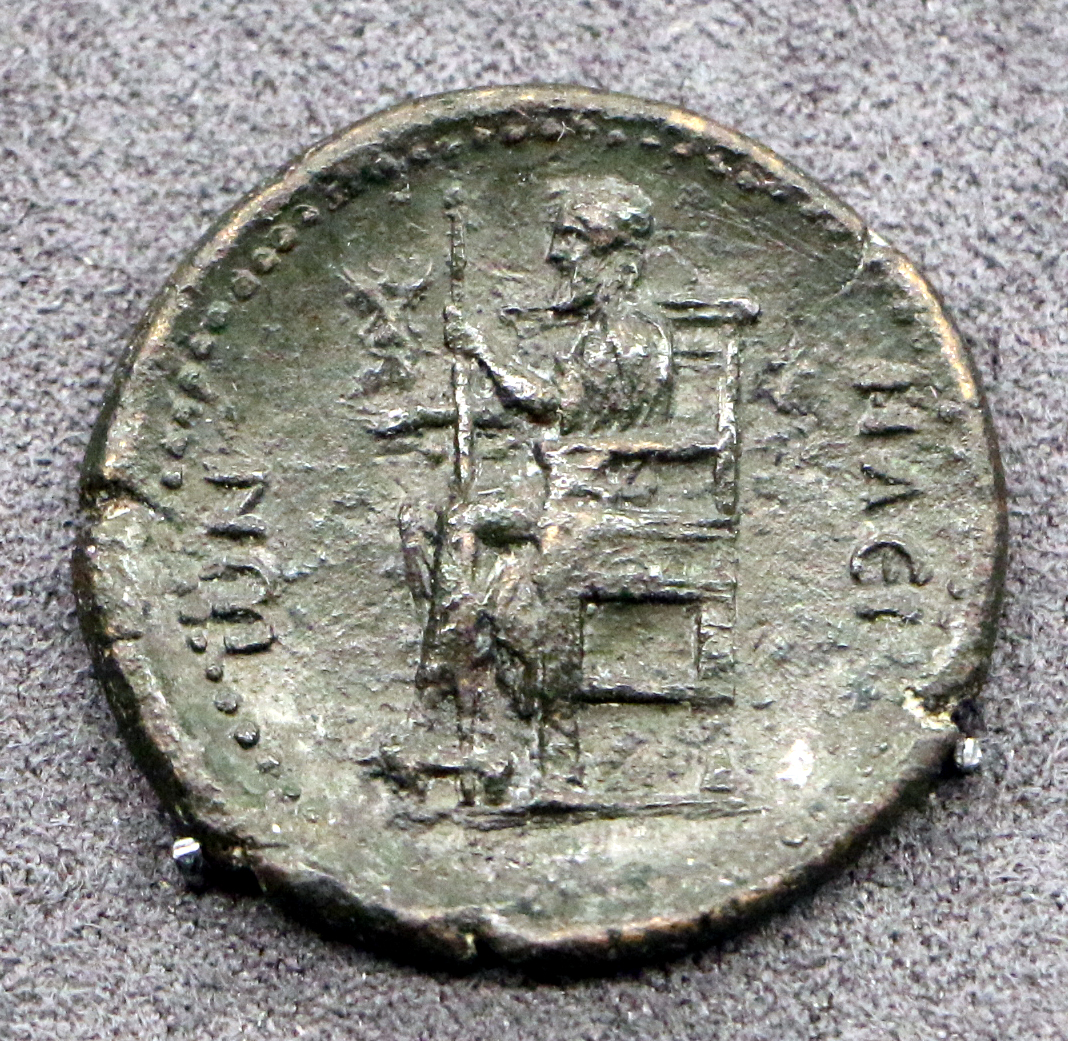
La statue de Zeus d'Olympie, sur une monnaie d'Élis datée du règne d'Hadrien. Musée archéologique national (Florence).
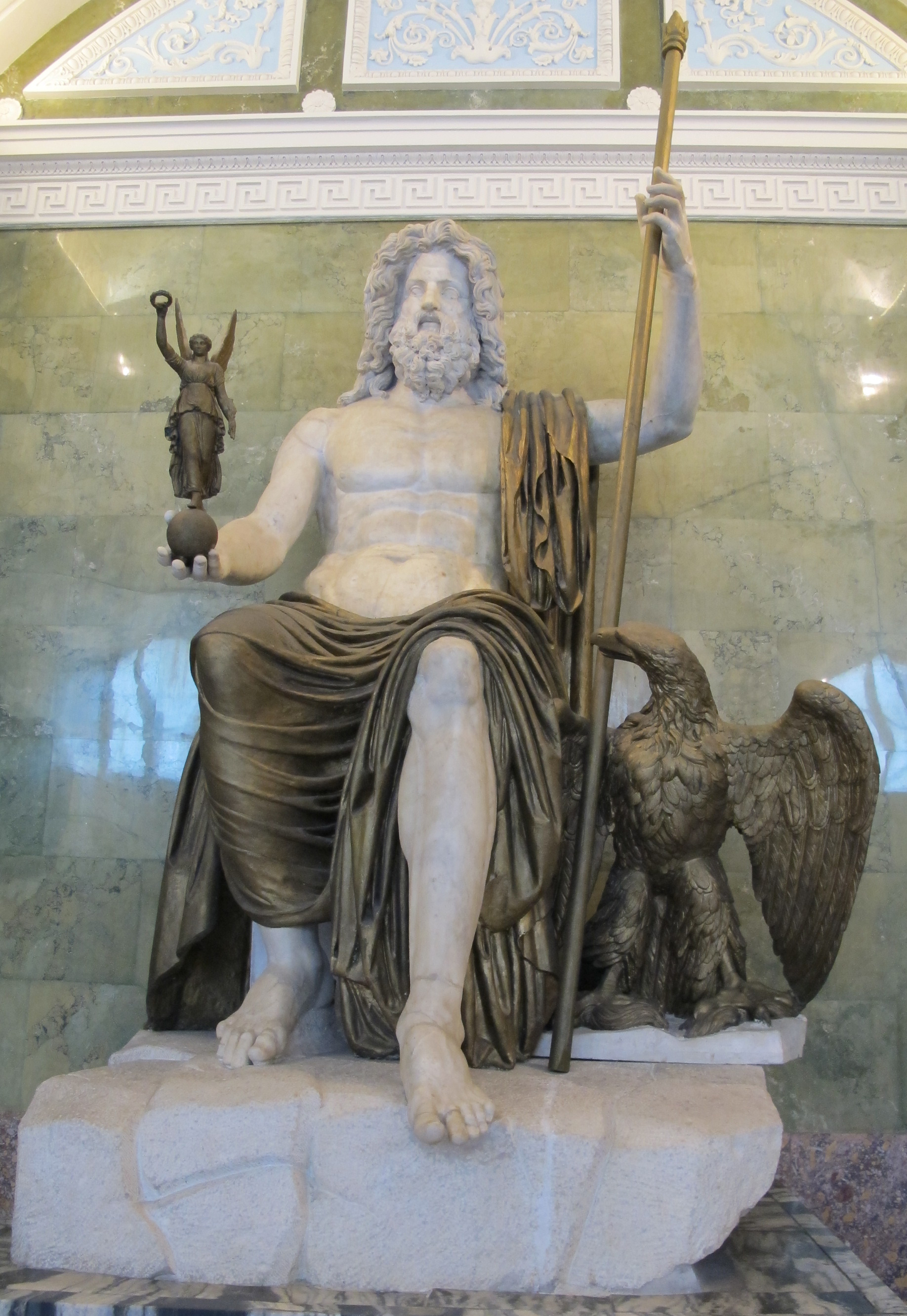
Statue de Jupiter, inspirée de la statue de culte d'Olympie. Ier siècle avec restaurations au XIXe siècle. Musée de l'Ermitage.

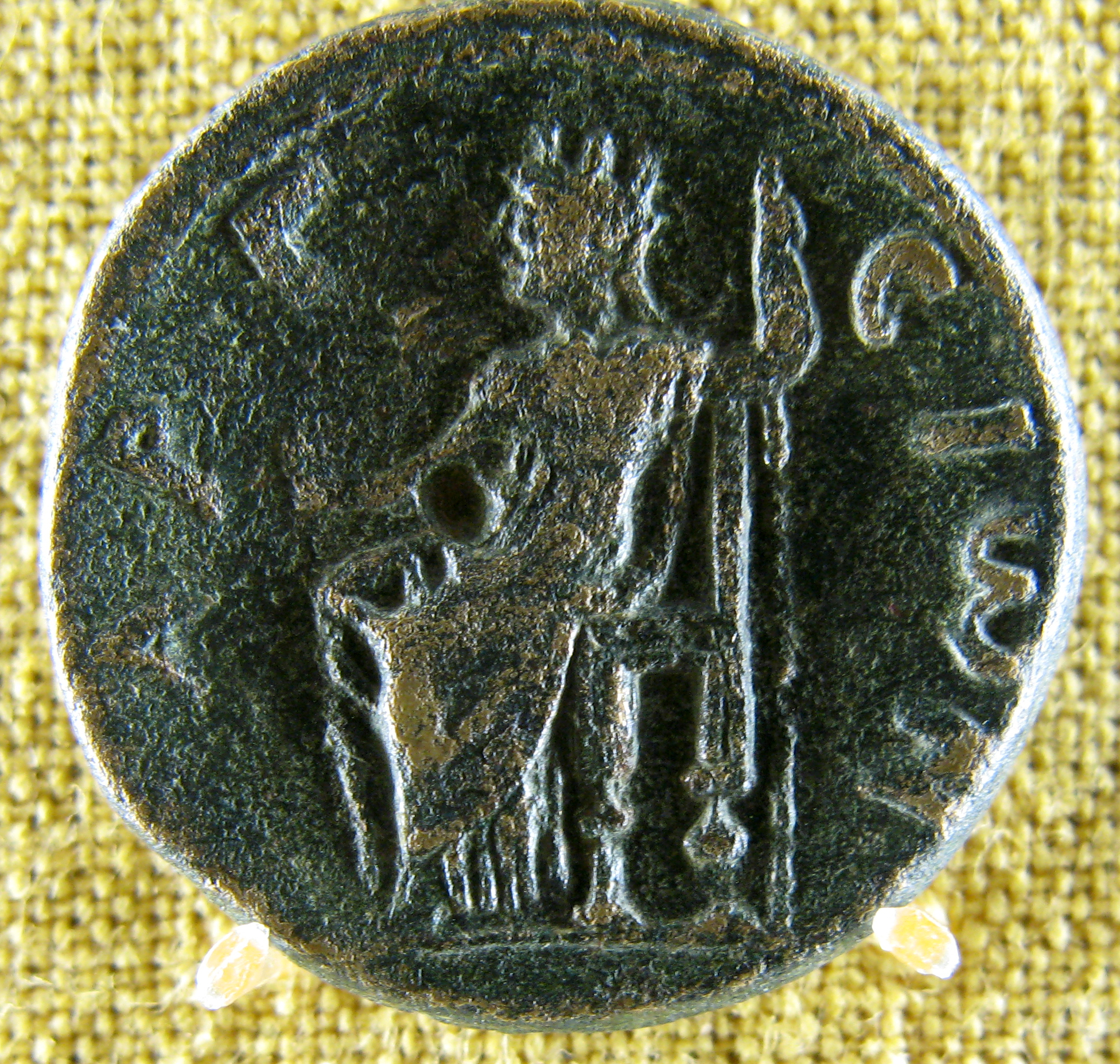
Monnaie d'Argos avec représentation de la statue d'Héra d'Argos de Polyclète. 155-156 ap. J.-C. Musée numismatique d'Athènes.
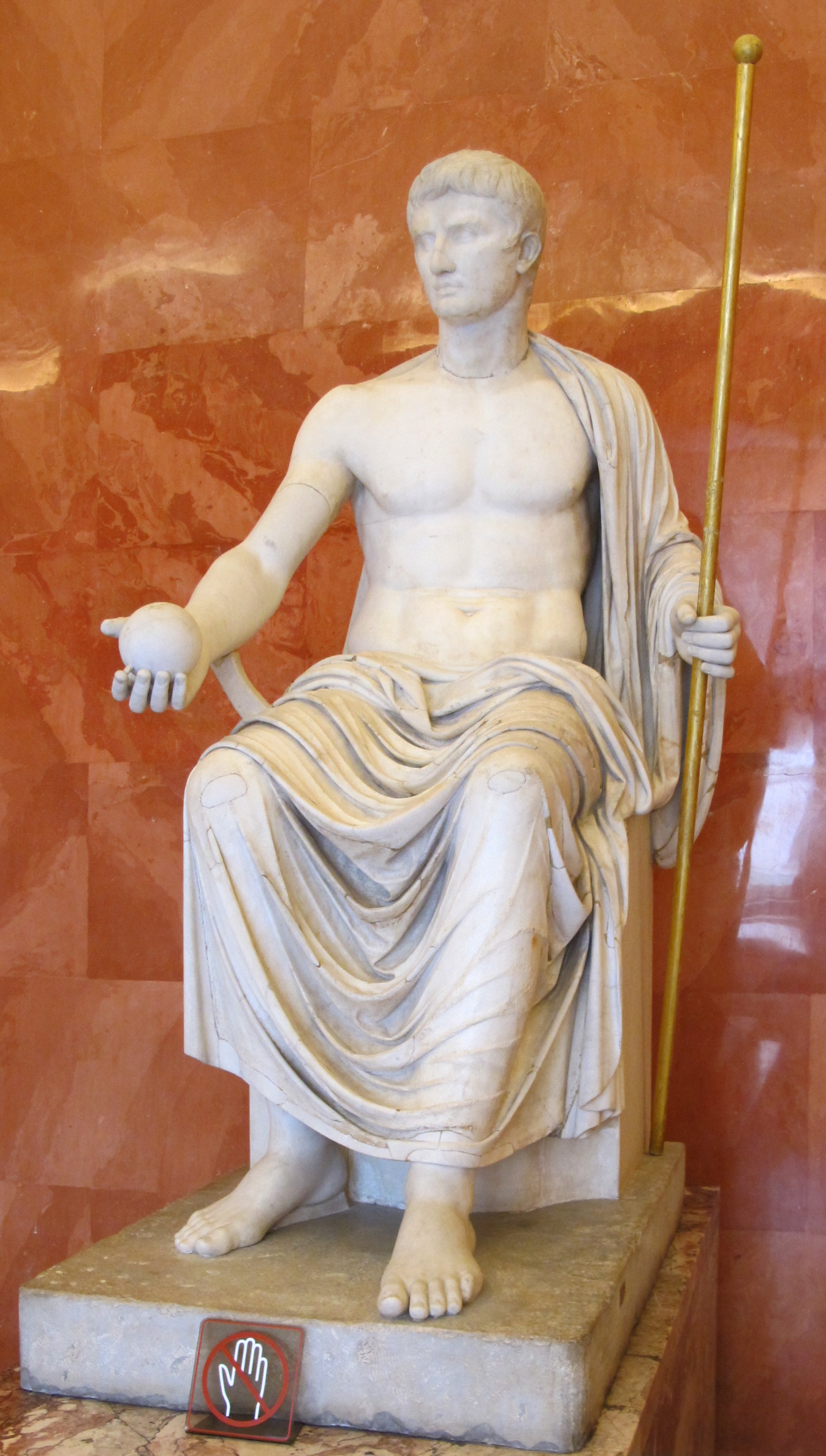
Auguste représenté à la manière du Zeus/Jupiter olympien. Musée de l'Ermitage.

### Autres représentations de Zeus seul
Diverses copies de bustes d'époque romaine se sont vu proposer des modèles grecs classiques par les historiens de l'art. C'est en particulier le cas du Zeus Otricoli, dont l'original pourrait dater du IVe siècle av. J.-C. Son identification à une représentation de Zeus n'est pas assurée, mais il correspond bien au moment où la représentation de Zeus devient plus majestueuse et souveraine, et pourrait appartenir à l'origine à une statue le représentant sur un trône.  
Zeus est également représenté sur des camées, taillés dans des gemmes, forme d'art qui se répand à l'époque hellénistique et qui est très diffusée à l'époque romaine. Il peut y être représenté debout ou assis sur un trône, avec ses attributs habituels (sceptre, foudre, aigle), ou bien uniquement par son buste ou sa tête.

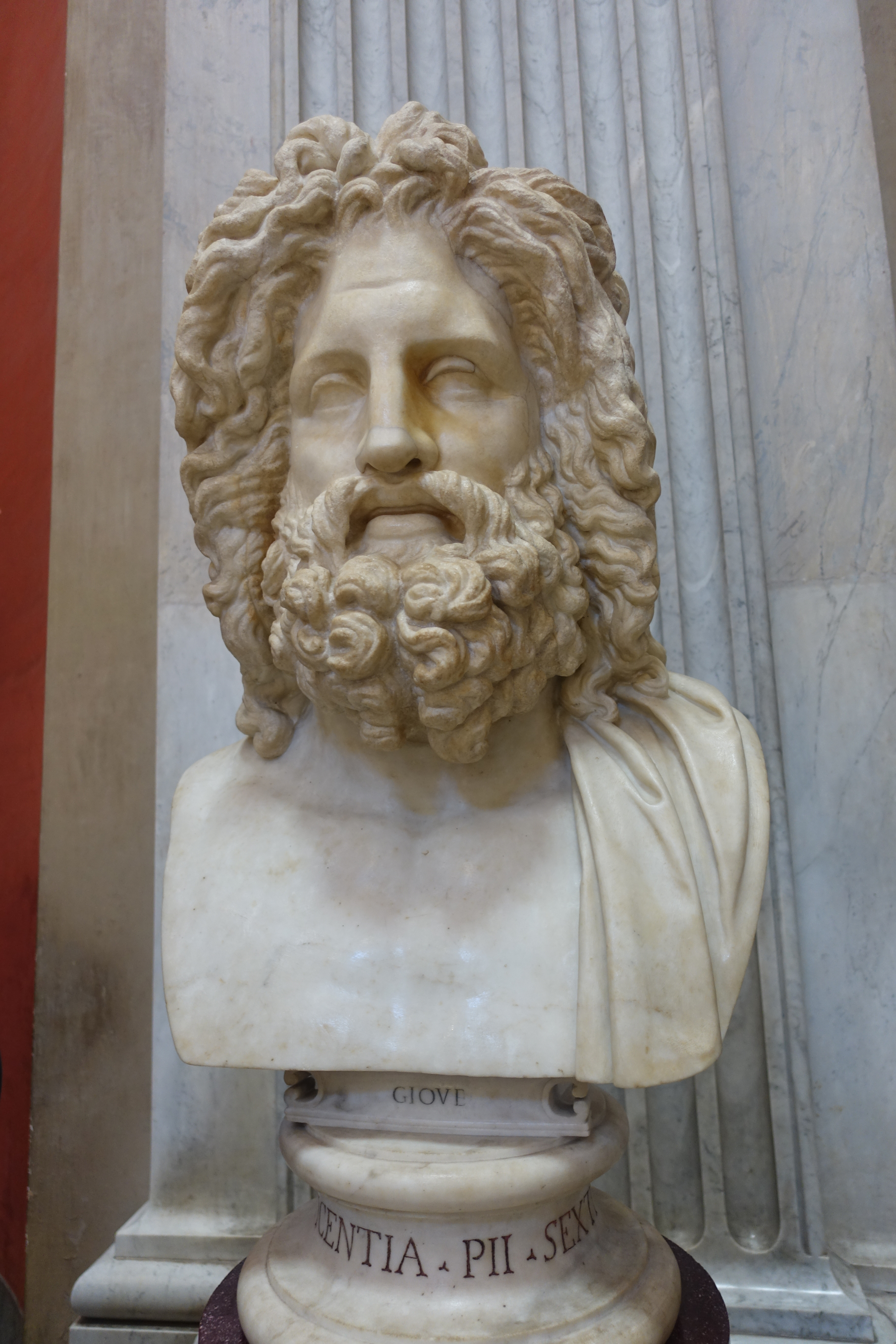
Le Zeus d'Otricoli. Musées du Vatican.
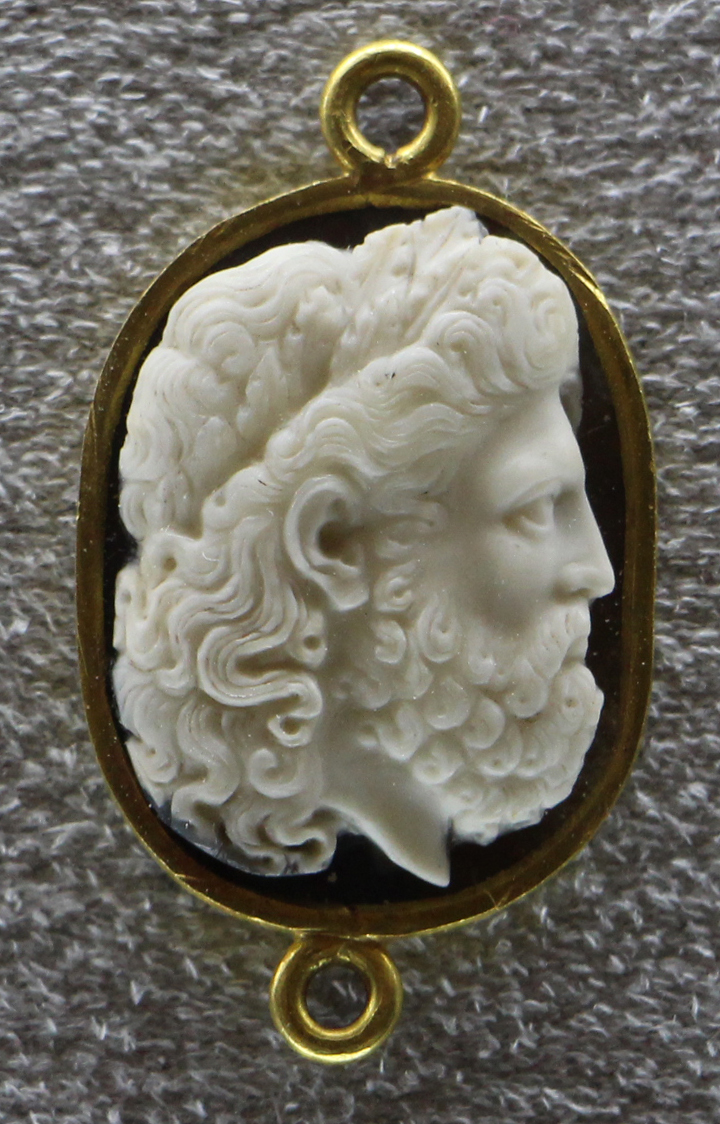
Camée en calcédoine représentant Zeus de profil. IIIe siècle av. J.-C. Musée archéologique national (Florence).
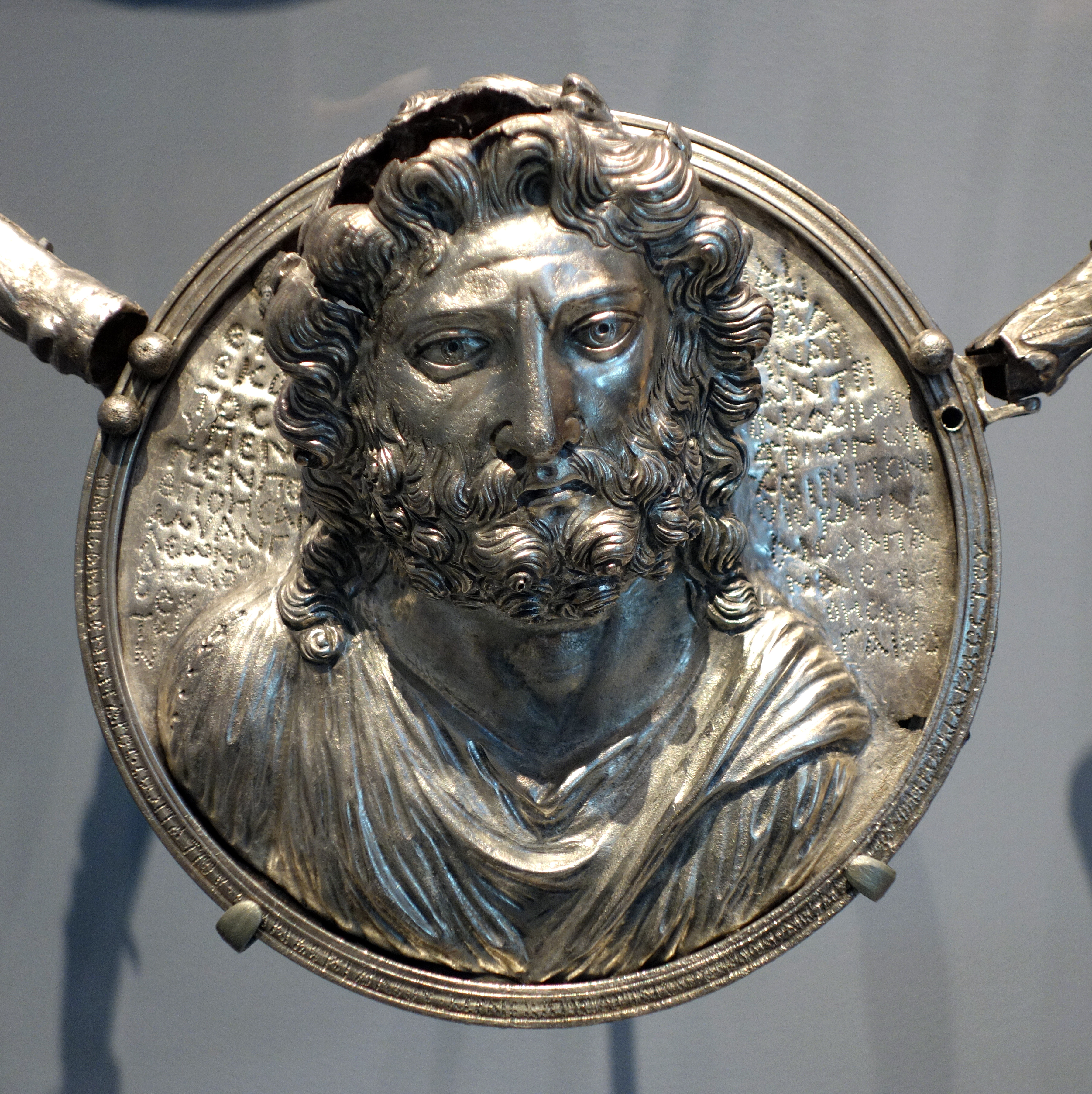
Médaillon en argent inscrit représentant Zeus. IIe siècle. Musée des beaux-arts de Boston.

### Scènes narratives
Zeus est représenté dans des scènes en présence d'autres immortels et mortels, renvoyant souvent à des épisodes mythologiques connus par la littérature. Dès le début du VIIe siècle av. J.-C. on trouve des scènes où il est en présence de son épouse Héra, une représentation de la naissance d'Athéna. Par la suite, le dieu apparaît surtout dans des scènes narratives ou avec d'autres divinités, souvent assis sur un trône. C'est en particulier l'art des vases peints qui développe les représentations de scènes mythologiques, comme ses rapts de Ganymède, d'Europe et d'autres jeunes filles, ainsi que des représentations d'assemblées divines. Il est aussi représenté dans les Gigantomachies,.

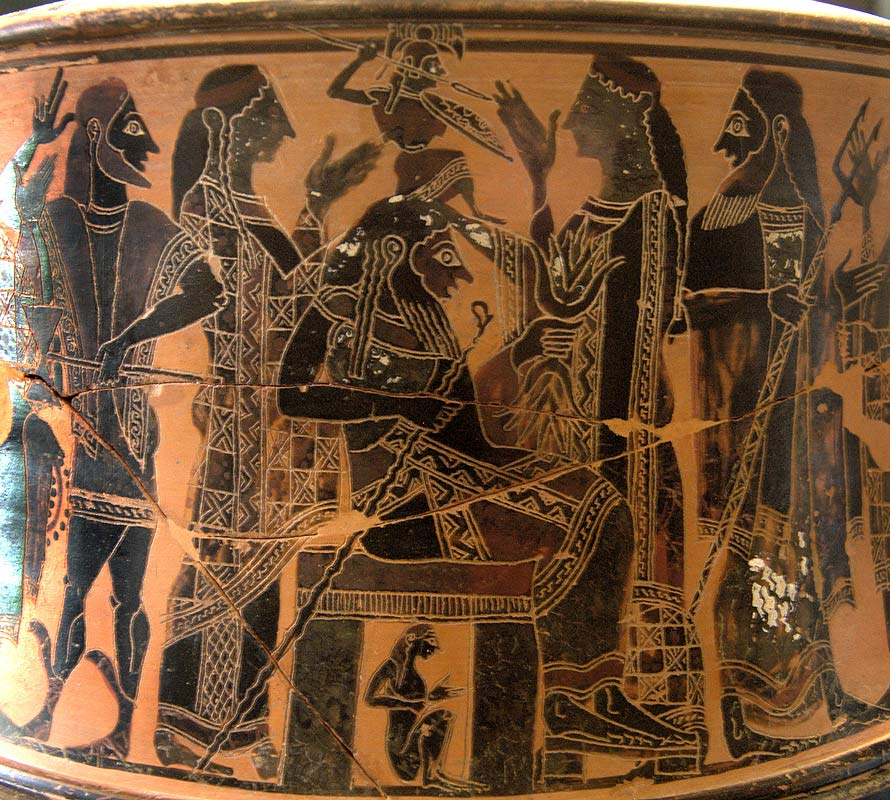
Exaleiptron attique à figures noires montrant la naissance d'Athéna de la tête de Zeus. Vers 570–560 av. J.-C. Musée du Louvre.
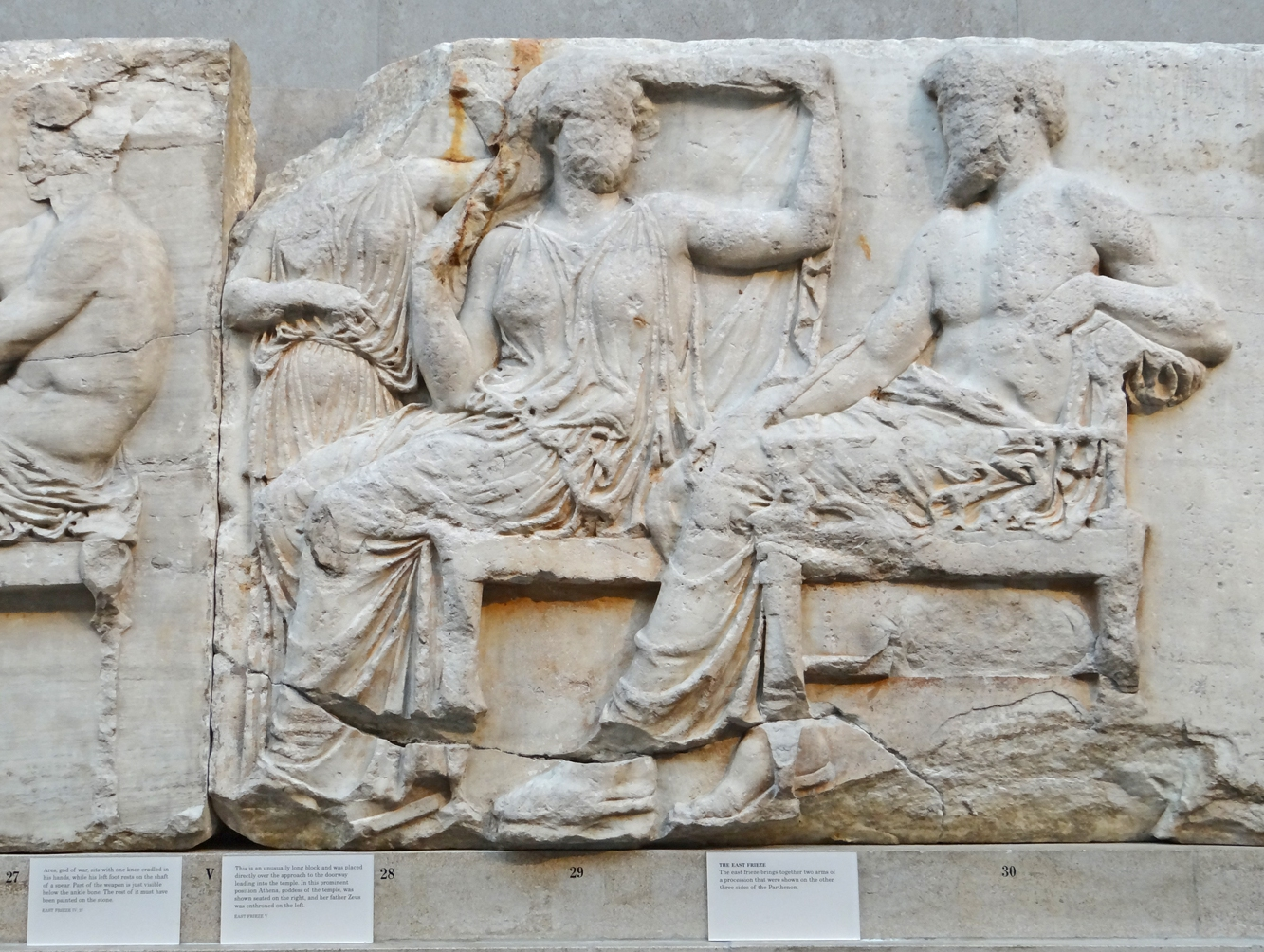
Frise du Parthénon : Héra et Zeus assis, accompagnés de leur messagère Iris, debout. British Museum.
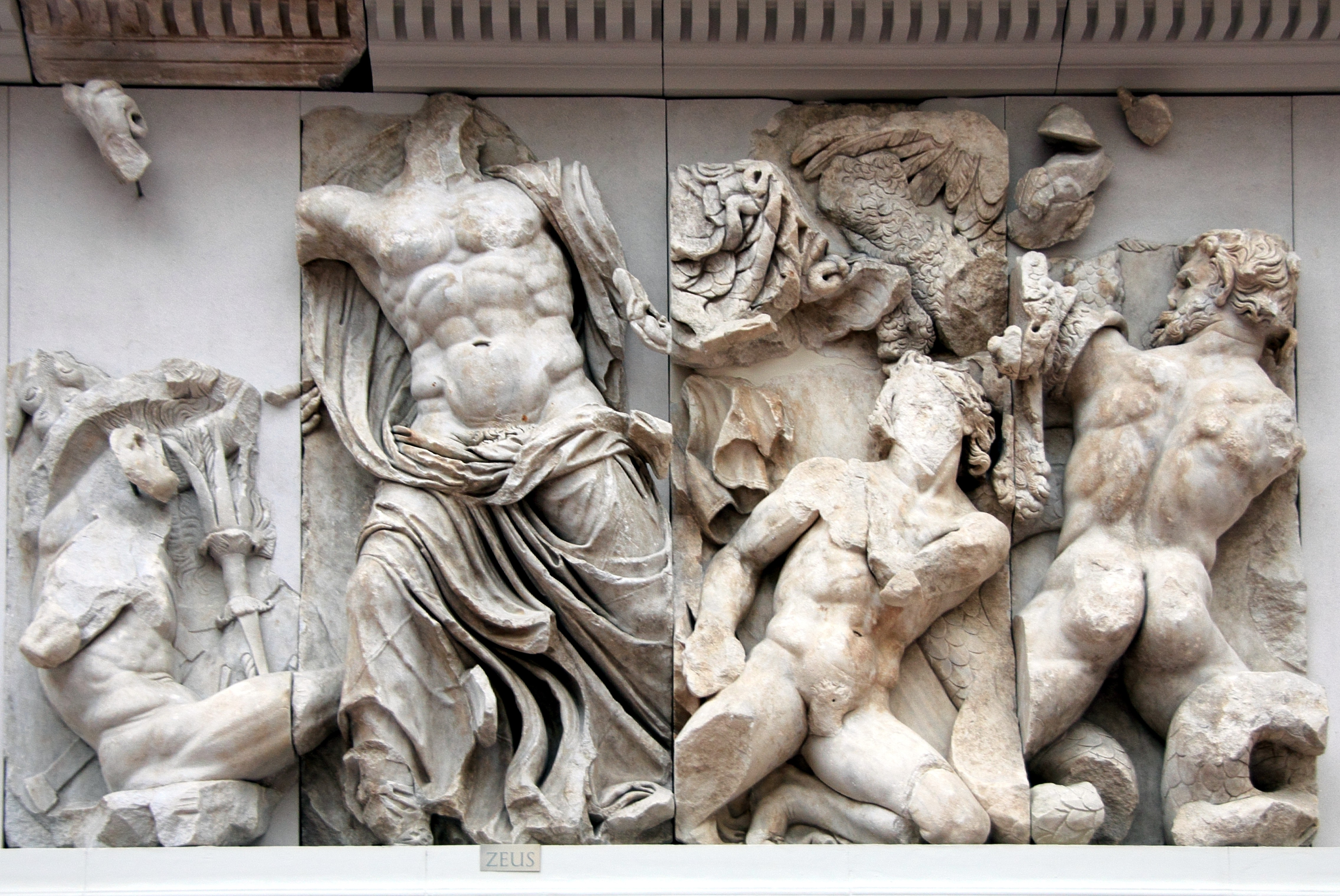
Zeus contre Porphyrion : scène de la Gigantomachie du grand autel de Pergame, début IIe siècle av. J.-C. Pergamon Museum.
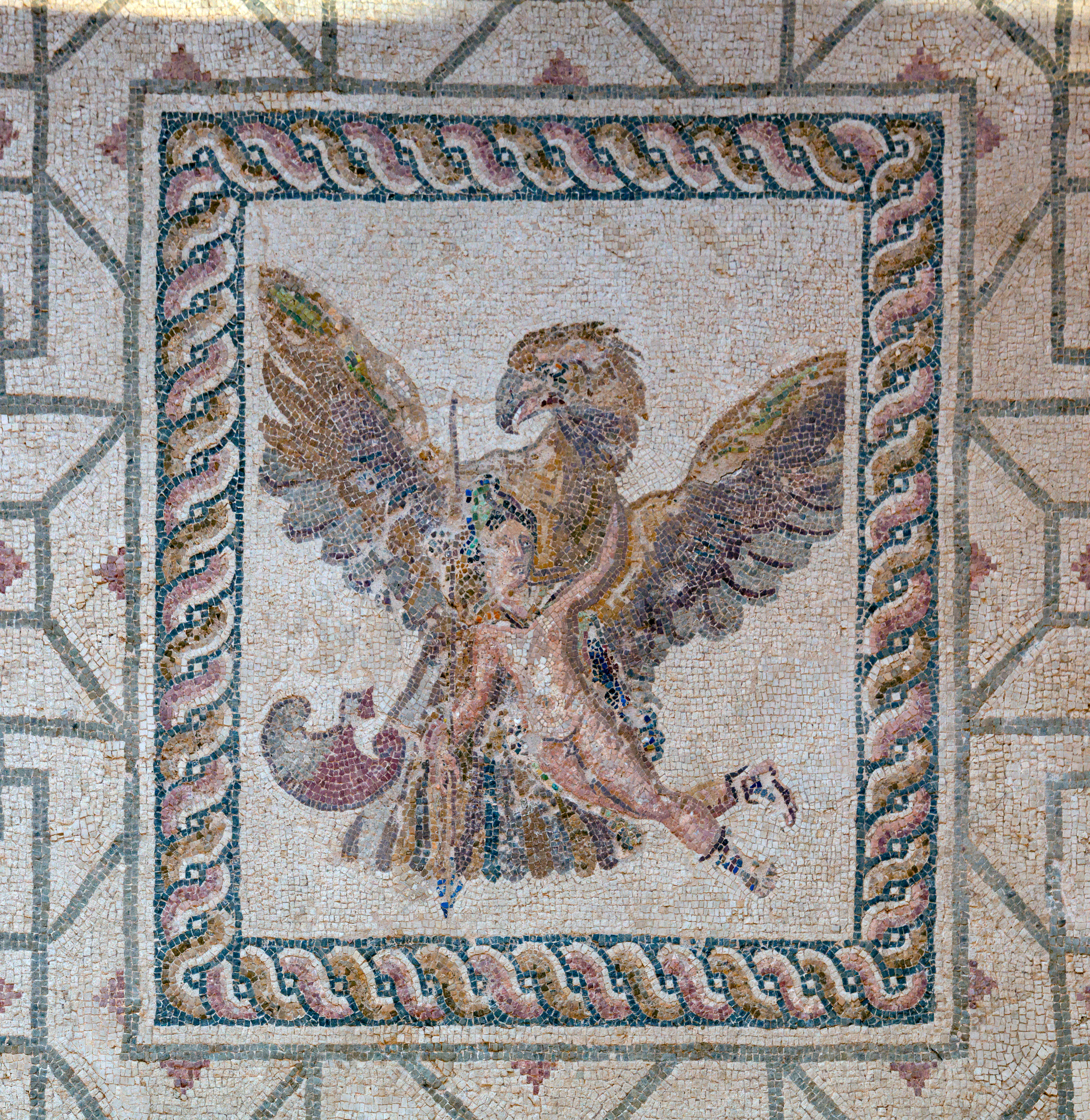
Rapt de Ganymède. Mosaïque de Palaipafos (Chypre), IIe – IIIe siècle ap. J.-C. Musée de Palaipafos.

### Des épiclèses avec une iconographie spécifique
Les déclinaisons de Zeus identifiées par une épiclèse et des compétences particulières disposent parfois d'une iconographie spécifique qui permet de les distinguer de la figure commune de Zeus.
En Carie, la cité de Mylasa comprend deux Zeus majeurs, vénérés là encore dans des sanctuaires hors les murs. Le premier, Zeus Labraundos, tenant son nom du sanctuaire extra-urbain de Labraunda, semble plus lié au tonnerre et à la fertilité, et a pour symbole la double hache, labrys, probablement d'origine anatolienne. Le second, Zeus Osogôs/Osogollis (l'épithète semble être le nom d'une ancienne divinité identifiée à Zeus) a des aspects célestes et aquatiques/maritimes : il est aussi nommé Zénoposéidon, nom composé à partir de ceux de Zeus et de Poséidon, et sur les monnaies il est représenté avec les attributs de l'un et de l'autre, l'aigle et le trident.
Zeus Meilichios dispose d'une iconographie identifiable parce qu'il apparaît nommément sur des stèles. Elle est du reste similaire à celle de Zeus Philios. Sous forme humaine, il est représenté sous un trône, avec un sceptre et parfois une corne d'abondance, dans des postures qui l'humanisent plus qu'ailleurs, notamment allongé sur des banquettes. Zeus Meilichios peut aussi être représenté sous l'aspect d'un serpent, avec une barbe dans certains cas, et sous des formes aniconiques.

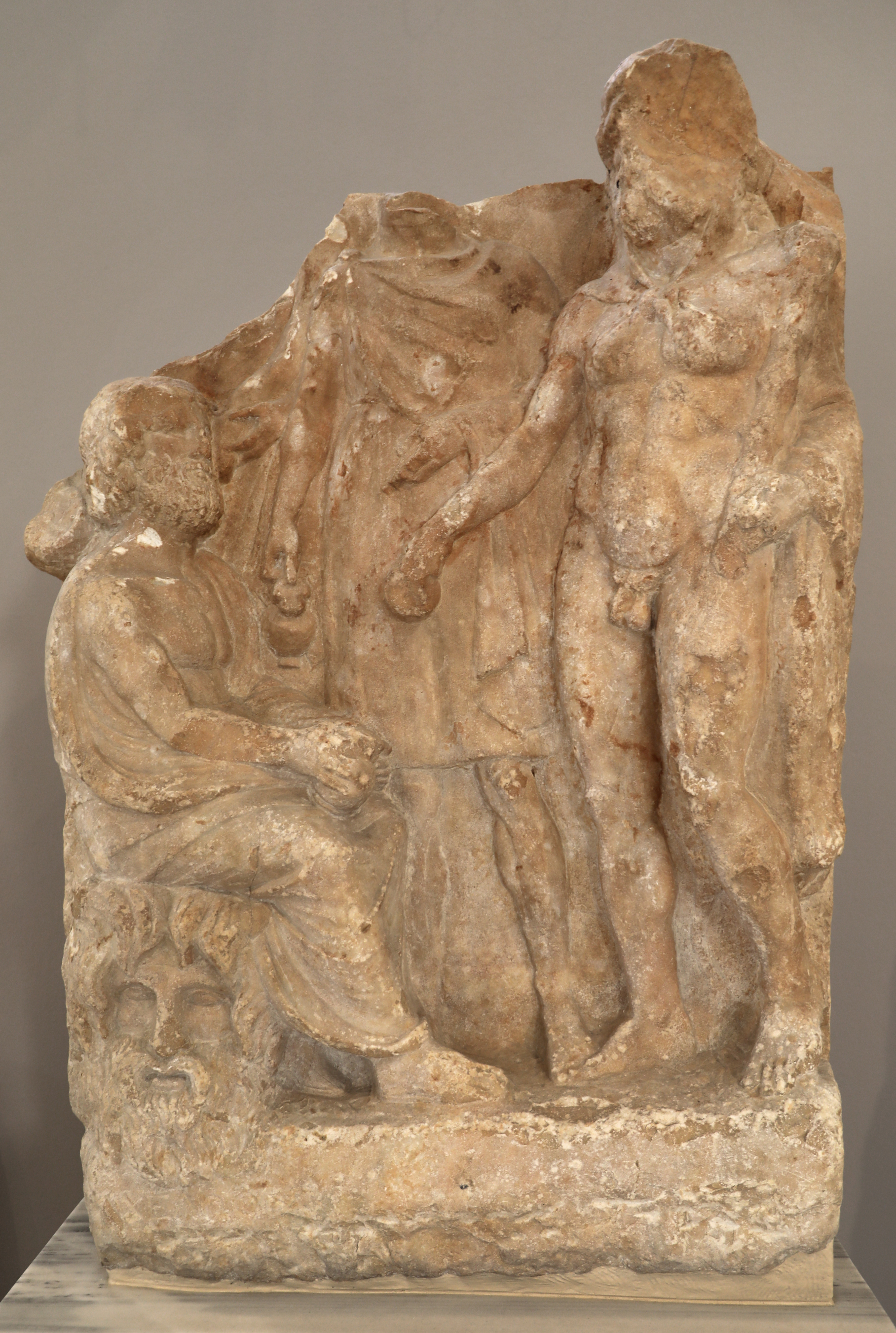
Stèle représentant Zeus Meilichios sous forme humaine, avec Hermès et Hercule. IIIe siècle av. J.-C., Athènes. Musée national archéologique d'Athènes.
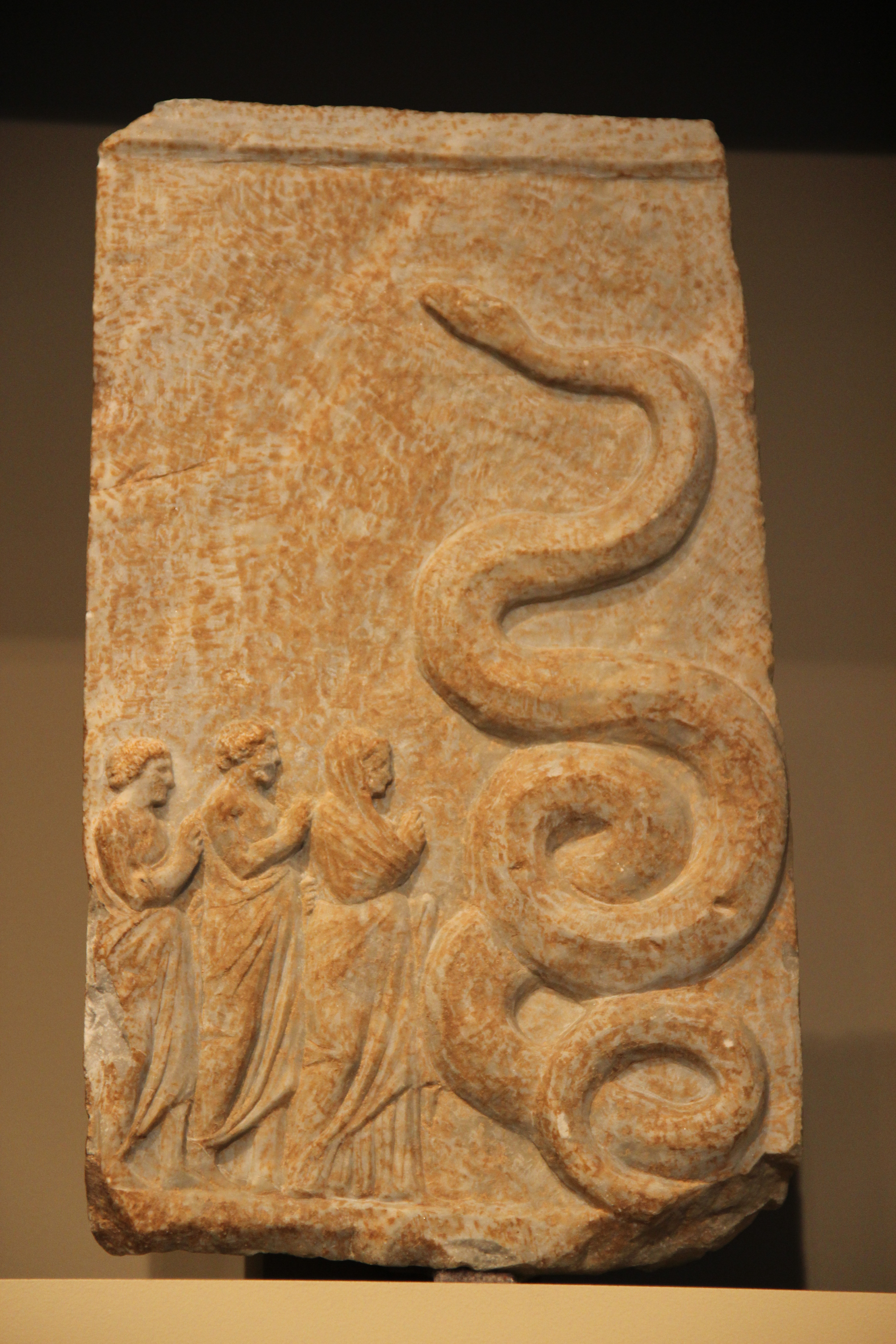
Stèle représentant Zeus Meilichios sous la forme d'un serpent devant des fidèles. IVe siècle av. J.-C., Athènes. Altes Museum.
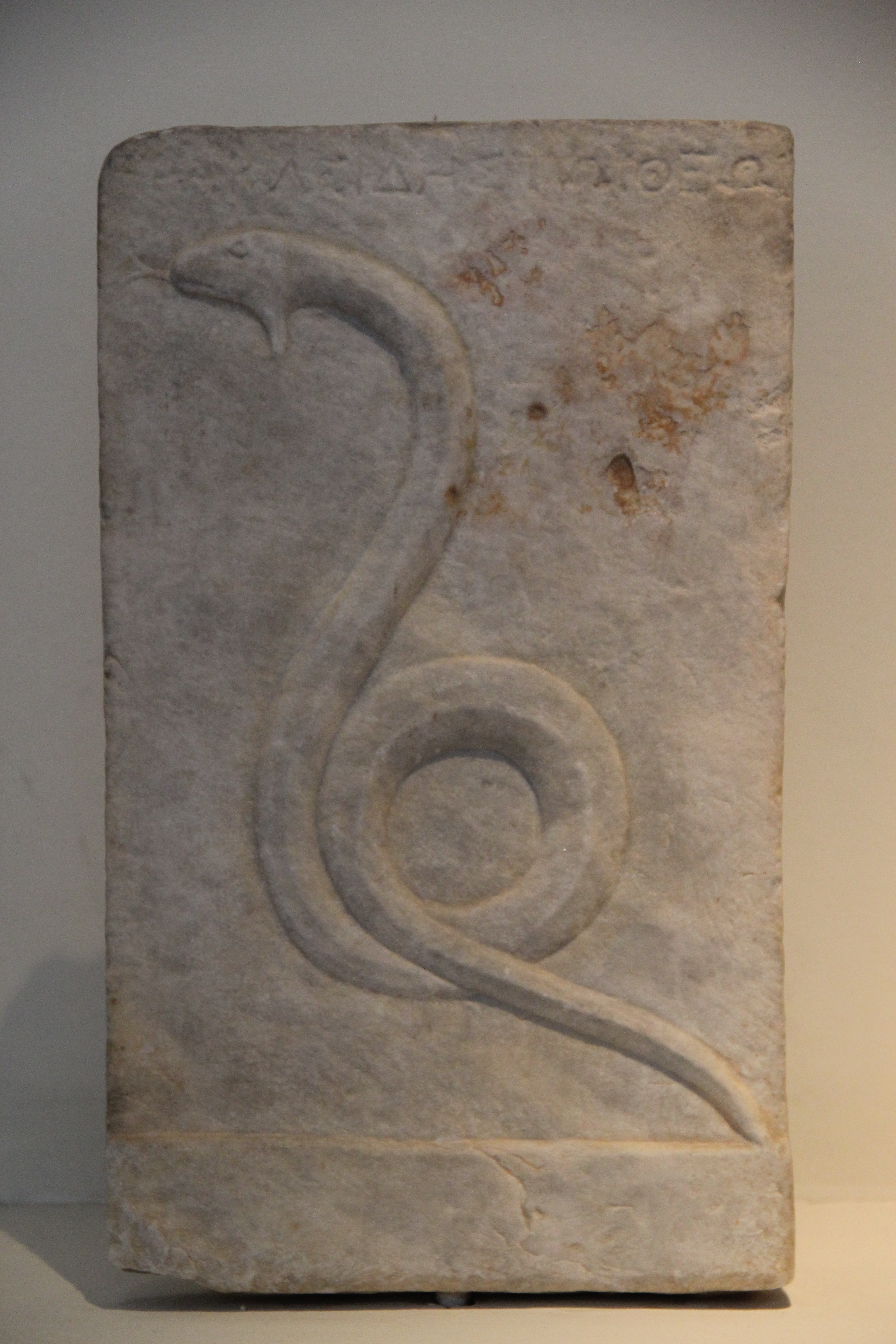
Stèle représentant Zeus Meilichios sous la forme d'un serpent. IVe siècle av. J.-C., Athènes. Musée national archéologique d'Athènes.

De fait, comme pour les autres divinités grecques la forme humaine (anthropomorphe) n'est pas systématiquement employée pour représenter Zeus et le vénérer. Il peut être représenté par des sortes de piliers dans des cultes arcadiens rapportés par Pausanias, sa puissance est reconnue dans une jarre quand il est Ktesios dans les cultes domestiques, ou dans des rochers naturels.

## Images et de Zeus et images de Jupiter
L'iconographie de Zeus ayant été reprise pour le Jupiter des Romains, les représentations grecques de Zeus ont servi de modèles pour les représentations du dieu romain (que ce soit pour des copies ou pour des adaptations plus ou moins libres), avant tout dans la statuaire et la numismatique. De plus de nombreuses statues de Zeus ont été transportées en Italie à la suite des conquêtes romaines. Il peut donc être difficile de dire si on est en présence d'une représentation originellement de Zeus ou de Jupiter (au moins du point de vue de l'artiste ou du commanditaire) et l'iconographie des deux dieux est souvent étudiée conjointement.